# Polly Walker
Polly Walker (Warrington, Cheshire, Engeland, 19 mei 1966) is een Britse actrice met name bekend van haar rol als Atia of the Julii in de televisieserie Rome. In 2012 was ze te zien in Caprica, een prequel op de herwerkte Battlestar Galactica serie. In 2020 was ze ook te zien in de bekende Netflix serie Bridgerton als Lady Portia Featherington.

## Filmografie
- Line of Duty (televisieserie)
- Bridgerton (televisieserie) 2020
- Mr. Selfridge (televisieserie) 2014
- Caprica (2009) (Battlestar Galactica spin-offserie)
- Cane (2007) (televisieserie)
- Rome (2005-2007) (televisieserie)
- The Mayor of Casterbridge (2003) (miniserie)
- State of Play (2003) (televisieserie)
- D-Tox (2002)
- 8½ Women (1999)
- The Gambler (1997)
- Robinson Crusoe (1997)
- Emma (1996)
- Restoration (1995)
- Sliver (1993)
- The Trial (1993)
- Patriot Games (1992)
- Enchanted April (1992)
- Peril at End House (1990) (televisiefilm)
- For Roseanna (1997)